# 矢方美纪
矢方美紀（日语：矢方美紀，1992年6月29日—）是日本藝人，為女子偶像團體SKE48前成員，大分縣出身。

## 經歷
- 2009年11月13日，參加『SKE48第三期成員甄選』合格。
- 2010年12月6日，從研究生Team KII昇格為正規成員。
- 2012年5月16日發售的第9張單曲「I love you 我愛你！」初次進入選抜。
- 2012年5月至6月舉行的『AKB48第27張單曲選拔總選舉』得到第62位，進入Future Girls選抜[1]。
- 2013年4月13日的隊伍組閣中移籍至Team S。7月17日正式移籍至Team S。
- 2014年5月至6月的「AKB48 第37張單曲選拔總選舉」中獲得第73名，獲選為Under girls。
- 2015年3月22日舉辦Team S「制服之芽」公演（佐藤實繪子、中西優香的劇場最終公演）中，佐藤實繪子指定由矢方美紀接任Team S的新任副隊長。
- 2016年3月4日於「大家、不要哭哦。宮澤佐江畢業演唱會 前夜祭 in 日本礙子表演廳」公布新體制，擔任Team S的新任隊長。
- 2017年1月25日，於Team S「重複的足跡」公演中宣布自SKE48畢業，正式畢業日期為2月28日。
- 2018年4月13日，在個人部落格發表消息，因罹患乳癌，先日進行左乳房摘除與淋巴切除手術、並已返家休養[2][3]。

## 人物
- 喜歡的食物是辣的、韓国料理、水果、獅子唐辛子[4]、芹菜、柚子[5]、雞飯、蜜柑[6]。
- 喜歡的飲品是香蕉汁。
- 興趣是看動畫、塗鴉、收集衣服、埃及鑑賞[4]、使人笑[7]、人間観察[8]。
- 特技是模仿、單獨配音、行山、運動。
- 将来的夢想是声優、歌手、發掘埃及遺跡[4]。
- 理想的男性是搞笑的人。

### SKE48相關
- 自我介紹是「ひー! ふー! みきてぃー! M（えむっ）♪。大分県から屋形船でやってきました。チャレンジ精神旺盛な○○歳、KIIのみきてぃこと矢方美紀です」。以前是「ひー! ふー! みきてぃー! M（えむっ）♪」の部分が「ヤッホー。」。
- 與HKT48・指原莉乃是中学的同級生[9]。前Team S・小野晴香是同中学的前輩。

## SKE48的参加曲

### 單曲CD選抜曲
- 「抱歉、SUMMER」中收錄
  - 小木偶軍團 - Theater Girls名義
- 「萬歲Venus」中收錄
  - 我不會怨誰 - 紅組名義
- 「翡翠色的沙灘裙」中收錄
  - 討厭父親 - 紅組名義
- 「Okey Dokey」中收錄
  - 微笑的Positive Thinking - 紅組名義
- 「單戀Finally」中收錄
  - 聲嘶力竭 - 紅組名義
- I love you 我愛你！

### 劇場公演小組曲
TeamKII 2nd Stage「手牵手」（復活）公演
- Glory days

TeamKII 3rd Stage「彈珠汽水的飲用方法」公演
- 芬蘭奇蹟

## 出演

### 綜藝節目
- SKE48的Idol×Idol（2010年12月20日・27日、中京電視台）
- SKE48学園（2011年4月2日 - 11月1日、2012年5月1日、エンタ!371）
- 明星尋找太郎（2011年1月29日・2月5日、東京電視台）
- 知道並解決!SKE網路（2011年6月6日・10月3日、NHK綜合・名古屋放送局制作）
- 去吧戀48（2011年6月12日・19日、8月7日・14日・21日、神奈川電視台）
- 週刊AKB（2011年9月16日 - 不定期出演、東京電視台）
- SKE48的世界征服女子（2011年10月3日 - 、中京電視台）
- AKB和××!（2012年4月19日 -、讀賣電視台）
- SKE48的魔法廣播2（2012年5月22日、日本電視台） - 飾 海老一染美

### 廣播
- SKE48♥1+1は2じゃないよ!（2010年11月11日 - 不定期出演、東海ラジオ）
- SKE48 観覧車へようこそ!!（2011年10月10日、CBCラジオ）
- おしゃべりつづけまーす ハピ☆ホリ〜Happy Holic Days〜（2012年5月27日 - 、K'z Station）　※古川愛李の代役

### 遊戲
- 携帯SNS恋愛ADV「君と一緒に2」 - 矢方美紀 役[10]
- 新楓之谷（閃雷悍將（女））

### 電視動畫
- 繼怪怪守護神（千影）

## 備註
1. ↑  AKB48 27thシングル選抜総選挙　開票結果 （页面存档备份，存于） - AKB48オフィシャルブログ 2012年6月6日
2. ↑   [＊通知＊]. 矢方美紀官方部落格 Powered by Ameba. 2018-04-13  [2018-04-13]. （原始内容存档于2021-02-26） （日语）.
3. ↑  . ORICON NEWS (oricon ME inc.). 2018-04-13  [2018-04-13]. （原始内容存档于2018-04-14） （日语）.
4. 1 2 3  .   [2012-07-26]. （原始内容存档于2012-07-24）.
5. ↑  アメーバブログより。
6. ↑  放課後、二次元同好会より。
7. ↑  「SKE48新聞」 日刊スポーツより。
8. ↑  『SKE48 × プレイボーイ2012』より。
9. ↑  『週刊AKB』2011年9月16日放送分より。
10. ↑  君と一緒に2 より 的存檔，存档日期2015-03-27.

## 外部連結
- 矢方美紀官方部落格 （页面存档备份，存于）（2018年2月19日 - ）
- 矢方美纪的X（前Twitter）（2017年3月1日 - ）
- 矢方美纪的Instagram帳戶